# 曹坪镇
曹坪镇，是中华人民共和国陕西省商洛市柞水县下辖的一个乡镇级行政单位。
2015年，陕西省民政厅批复同意撤销蔡玉窑镇，并入曹坪镇。

## 行政区划
曹坪镇下辖以下地区：
中坪村、钟山村、荫沟村、纸房村、椒坪村、东沟村、中庙村、农林村、沙岭村、谢街村、老庙村、上窑村、沙沟村、银碗村、湘子沟村和马房湾村。